# Grevillea costata
Grevillea costata là một loài thực vật có hoa trong họ Quắn hoa. Loài này được C.A.Gardner ex A.S.George miêu tả khoa học đầu tiên năm 1974.